# Carven
Carven est une marque de prêt-à-porter française, fondée en 1945, par Carmen de Tommaso, ayant bénéficié de l’appellation de haute couture jusqu'en 1996. Après plusieurs années marquées par des rachats successifs et plusieurs directions artistiques, depuis fin 2018, la marque est la propriété de la société Carven France filiale du groupe chinois Icicle. En février 2023, le groupe annonce l'arrivée de Louise Trotter à la direction de la marque.

## Historique

### Préambule
En 1941, Carmen de Tommaso ouvre sa première boutique dans le quartier de l'Opéra à Paris.

### Origines
Carven, dont le nom vient de la contraction de Carmen et de Boyriven, (le nom de famille de la tante de Carmen de Tommaso), est une Maison fondée en mai 1945, et installée Rond-point des Champs-Élysées. Immédiatement à la fin de la Seconde Guerre mondiale, Paris ayant lutté pour garder son statut de capitale mondiale de la mode, Carven présente sa première collection de haute couture, avec une robe en coton, devenue emblématique, intitulée Ma Griffe. Cette robe d'été rayée de vert et de blanc est un succès mondial.
Immédiatement après, la maison de parfum Carven est créée en 1946 par Georges Baud, ancien dirigeant des parfums Renoir, Jean Prodhon et Maurice Pinot et un parfum est commercialisé, issu de la robe éponyme et dont l'emballage reprend les couleurs, vert et blanc. Ce parfum sera plus tard le premier à être vendu dans les avions. Le parfum Ma Griffe sera suivi deux ans plus tard de Robe d’un Soir. Carven présente la collection été 1949 avec des créations aux motifs d'inspiration africaine.
Dans les années 1950, la nécessité du prêt-à-porter s'imposant pour les maisons de haute couture dans un souci de rentabilité, Dior à cette époque, Cardin, ou Saint Laurent avec rive gauche plus tard développent des collections en parallèle à la haute couture : Carven, très tôt, lance une ligne de maillots de bain, puis plus tard une collection de vêtements pour enfants, Carven Junior, ainsi que Kisslène et Kinglène, une ligne de Mailles. Adoptant une communication moderne, elle lance sur Paris en 1954 des centaines d'échantillons du parfum Ma Griffe accrochés à de petits parachutes vert et blanc. Une collection de foulards apparait en 1955. Le parfum pour homme Vétiver est commercialisé deux ans plus tard ; il donnera lieu à une réédition en 2009 sous le nom de Le Vétiver. La marque, comme d'autres, collabore avec le puissant Boussac. Carven est célèbre à l'époque pour ses tailleurs faciles à porter, ses rayures ou son utilisation du vichy rose qui apporte une note de fraîcheur dans ces années d'après-guerre. Guillaume Henry, le directeur artistique des années 2010, précise à propos de la marque : « Carven, c'est fondamentalement frais. À ses débuts, en 1945, Madame Carven dessinait des silhouettes espiègles, des petites robes pimpantes exultant la joie de vivre de l'après-guerre. »
Dans les années 1960, la maison de couture avec son département Carven Uniformes réalise les uniformes d'une quinzaine de compagnies aériennes dont Air India, Kuweit Airlines, puis Saudi Arabian Airlines ; ceux d'Aéroports de Paris, dans l'esprit de ce qu'à imposé Courrèges ces années-là dont notamment le pantalon et un pull moulant, seront réalisés en 1972. Ceux-ci seront suivis de ceux d'Air France en 1978, conjointement faits avec la marque Nina Ricci et la maison Grès. En 1968, la marque lance une ligne de bijoux. Carven habille les sportifs français lors des Jeux Olympiques de Montréal en 1976. Autour des années 1970, la marque est à son apogée ; elle produit cravates, bijoux, foulard, vêtements pour hommes, prêt-à-porter, etc. Mais ces multiples contrats de licence entrainent un lent déclin de la marque.

### Reprises
Alors que la marque est jusque-là indépendante, la maison change plusieurs fois de mains : la Compagnie financière Edmond de Rothschild, qui a déjà investi dans la Maison Jacques Fath, et la Société marseillaise de crédit (SMC) rachètent au sein d'une holding commune 60 % de Carven au début des années 1990. En 1992 et 1993, la fondatrice Carmen de Tommaso choisit la styliste Alejandra di Andia (également connue à l'époque sous le nom d'Alejandra Sulitzer) pour créer les collections Haute Couture Carven, ceci jusqu'à  sa retraite fin 1993. La licence « Carven Homme » est reprise par le groupe SCM l'année suivante. Par la suite en 1995, une filiale britannique d'Apax Partners devient propriétaire de la marque pour les parfums et la femme, jusqu'en 1998, date du rachat par le groupe de parfums Daniel Harlant.
Un défilé commémoratif des 50 ans de la marque, en présence de la fondatrice, a lieu au Palais Galliéra. En 1996, après l'abandon de la haute couture, le styliste italien Angelo Tarlazzi est nommé directeur artistique, et en 1998, Edward Achour le remplace.
En 2001, Pascal Millet (anciennement Balenciaga et Givenchy) est nommé directeur artistique pour la haute couture et le prêt-à-porter ; il y restera six ans. Avec ses défilés lors du calendrier officiel, Carven revient à la haute couture, mais a dû quitter l'emplacement historique du Rond-point des Champs-Élysées pour la rue Royale. En avril 2005, Carven est reprise en totalité pour quatre millions d'euros par Arco International, société de Châtellerault spécialisée dans la fabrication d'articles en cuir.
Mais la marque reste sur le déclin. La holding Béranger, intégrant le groupe parisien SCM (en charge jusqu’alors de Carven Homme), composé de Henri Sebaoun et Marc Sztykman, rachète environ deux tiers des parts la marque durant l'été 2008 avec le fonds Turenne Investissement,. La participation à la haute couture s'arrête, remplacée par le souhait d'une ligne prêt-à-porter. Ce même groupe SCM est mis en redressement judiciaire en septembre 2009 entrainant un avenir incertain pour la ligne masculine.

### Renouveau
En 2009, alors que la marque n'a bientôt plus de réseau de ventes en propre à travers le monde, c'est le jeune créateur Guillaume Henry qui reprend les rênes de la maison avec un challenge nouveau : faire de la maison un label de prêt-à-porter féminin, abordable.
Il revisite rapidement l'indémodable petite robe noire, et délocalise la fabrication en Europe de l'Est. Les parfums Carven sont rachetés par la société Jacques Bogart, spécialisée dans la création, la fabrication et la commercialisation de parfums et de produits cosmétiques de luxe.
En mars 2011, la première boutique « femme » de la marque ouvre à Paris dans le quartier de Saint Germain des Prés, suivie de celles d'Asie. La Chambre Syndicale du Prêt-à-Porter des Couturiers et des Créateurs de Mode intègre Carven comme « Membre », en mai.
Guillaume Henry obtient un succès commercial pour Carven « marque chouchou des rédactrices de mode ». Après la gamme de prêt-à-porter féminin, Guillaume Henry prend la responsabilité de la gamme homme. Fin 2012, après le chausseur Robert Clergerie et son styliste Roland Mouret, Carven réalise une collection capsule pour Petit Bateau vendue préalablement chez Colette. Le premier défilé de prêt-à-porter féminin est présenté en septembre 2011 lors de la fashion week parisienne.
Deux nouveaux parfums sont commercialisés en 2013, et une boutique outlet ouvre à La Vallée Village. En mars de la même année, les locaux sont déplacés rue de l'Abbaye, dans le quartier de Saint Germain des Près.
Le 28 Septembre 2014, Guillaume Henri quitte la direction artistique de la maison.
Le 2 mars 2015, Alexis Martial et Adrien Caillaudaud sont nommés directeurs artistiques des collections Femme, et présentent leur première collection pour l'Hiver 2015. Pour les collections Hommes, c'est Barnabé Hardy qui est désormais à la tête de la création depuis janvier 2015. Il présente sa première collection pour le Printemps-Été 2016. En janvier 2017 la maison Carven annonce la nomination du suisse francophone Serge Ruffieux, à la direction artistique des collections femme de la marque.

« La maison Carven, c'est un peu le lieu de mémoire de la mode française. »

— Frédéric Mitterrand, ministre de la Culture, lors de remise des insignes de commandeur dans l'ordre de la Légion d’honneur à Mme Carven en 2010.

### Reprise par Icicle
En mai 2018 la société est placée en redressement judiciaire, converti en liquidation judiciaire en novembre 2018 dans le cadre d'un plan de cession.
Ce sont 7 offres de reprise qui sont étudiées par le tribunal de commerce de Paris,. C'est le groupe chinois Icicle Fashion Group qui est retenu. Serge Ruffieux quitte alors la direction artistique de la Maison.
Icicle propose de reprendre 72 salariés, soit la quasi-totalité du personnel. Il a mis sur la table un peu plus de 6,5 millions d'euros pour la reprise, et s'est par ailleurs engagé à investir 8 millions pour relancer l'activité. Icicle Group (fondé en 1997) et sa marque de vêtements haut de gamme Icicle sont présents sur le territoire français depuis 2013 via un centre de design, Icicle Paris. La marque met en avant son utilisation « à 99% » de matières naturelles (coton, soie, laine, lin) et de teintures issues de plantes.
En septembre 2021, la marque rouvre une boutique à son adresse historiquesur le rond-point des Champs-Élysées et y réinstalle ses locaux.
En février 2023, est annoncée l'arrivée de Louise Trotter à la direction artistique de la Maison. Elle présente sa première collection pour la marque le 30 septembre de la même année lors de la Fashion Week de Paris. A l'occasion de son second défilé elle présente le nouveau logo de la marque.